# Володарский (Астраханская область)
Волода́рский (в речи местных жителей чаще Волода́ровка) — посёлок в Астраханской области России. Административный центр и крупнейший населённый пункт Володарского района. Образует муниципальное образование «Посёлок Володарский» со статусом сельского поселения.

## География
Посёлок расположен в 44 км к востоку от Астрахани, в дельте Волги, на берегу реки Чурка — протоки реки Бузан. В черте посёлка находится часть острова Садковка в междуречье Чурки и Корневой. Северо-западная оконечность острова застроена жилыми домами, на ней располагаются улицы Куйбышева и Рыбацкая.

## История
Начиная с XVI века здесь располагался так называемый Чуркинский учуг. Учуг — слово татарское, обозначает специальную забойку-ловушку, которой перегораживали реку и не пускали крупную рыбу на нерест. В 1923 году промыслу Чурка было присвоено имя В. Володарского. С 1931 по 1944 год посёлок являлся центром Володарского района. В августе 1952 года промысел имени Володарского был преобразован в рабочий посёлок Володарский. В 1965 году рабочий посёлок вновь становится центром восстановленного Володарского района.
26 июня 2006 года в соответствии с Законом Астраханской области № 28/2006-ОЗ посёлок Володарский отнесён к категории сельских населённых пунктов, муниципальное образование «Посёлок Володарский» наделено статусом сельского поселения.

## Население
| 1959    | 1970    | 1979    | 1989    | 2002    | 2010    | 2012    |
| ------- | ------- | ------- | ------- | ------- | ------- | ------- |
| 4876    | ↗6618   | ↗8216   | ↗9326   | ↗9553   | ↗10 005 | ↗10 056 |
| 2013    | 2014    | 2015    | 2016    | 2017    | 2018    | 2019    |
| ↗10 111 | ↘10 079 | ↗10 139 | ↘10 102 | ↗10 136 | ↘10 073 | ↘9974   |
| 2020    | 2021    |         |         |         |         |         |
| ↘9962   | ↗11 200 |         |         |         |         |         |

## Транспорт
В Володарском действуют два маршрута городского маршрутного такси. Посёлок связан с областным центром и многочисленными сёлами района десятками маршруток.